# Kabinet-Sauckel

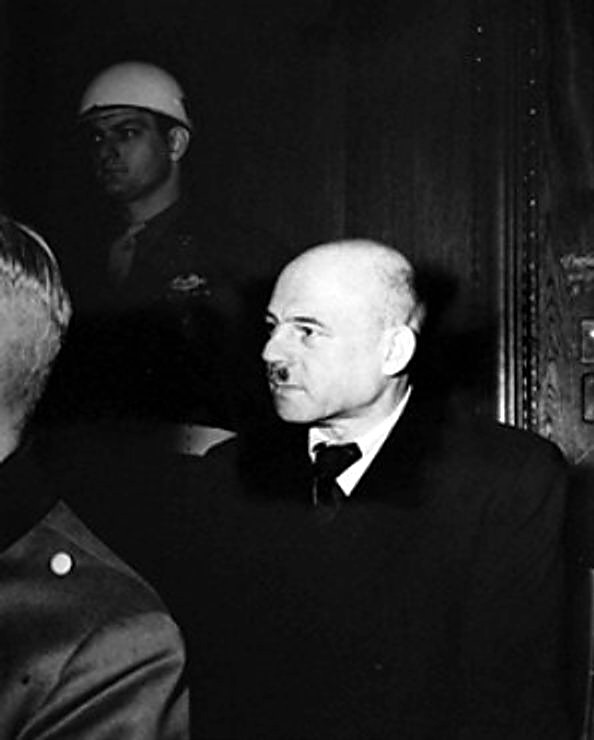
Fritz Sauckel

Het kabinet-Sauckel regeerde van 26 augustus 1932 tot 8 mei 1933 over de Duitse deelstaat Thüringen. Het kabinet bestond op één minister na volledig uit ministers van de NSDAP (nazipartij). Op 8 mei 1933 trad het kabinet-Marschler aan dat volledig uit nazi-ministers bestond.
| Ambt                   | persoon                                          | partij         |
| ---------------------- | ------------------------------------------------ | -------------- |
| Leidend staatsminister | Fritz Sauckel                                    | NSDAP          |
| Binnenlandse Zaken     | Fritz Sauckel                                    | NSDAP          |
| Justitie               | Otto Weber                                       | NSDAP          |
| Financiën              | Willy Marschler                                  | NSDAP          |
| Economische Zaken      | Willy Marschler                                  | NSDAP          |
| Onderwijs              | Fritz Wächtler                                   | NSDAP          |
| Staatsraden            | Erich Mackeldey Johannes Meister Paul Junghannes | Landbund NSDAP |